# 杨俊生 (武警)
杨俊生（1941年12月26日—），女，福建省长汀县人，出生于河北易县，中国人民武装警察部队高级将领，武警专业技术少将警衔，是中国武警第一位女性将军。其父为中国人民解放军开国上将杨成武。
杨俊生出生于抗日战争时期，中华人民共和国成立后在北京读书，毕业于北京师范大学附属中学，考入中国人民解放军军事工程学院导弹自动控制专业，1968年毕业后分配至第二炮兵部队工作。文化大革命期间因父亲杨成武卷入“杨余傅事件”，受到牵连，和全家一起遭到长时间关押，直至1974年被释放，回到二炮从事导弹科研。1980年进入北京航空学院进修，1983年至美国加州大学访学。回国后，逢武警部队成立，经聂荣臻推荐进入武警部队，先后担任政治职务和科技职务。1999年任武警交通指挥部副主任。
1996年7月11日晋升武警专业技术少将警衔，成为中国武警第一位女将军。现已退役。